# Монолітна система
Монолітна система - це система що складається з одного суцільного компонента, за аналогом моноліта. Тей термін може мати дещо відмінні значення в контексті програмного й апаратного забезпечення.

## У прикладному програмуванні
Програму називають «монолітною», якщо вона має монолітну архітектуру, в якій функціонально різні аспекти (наприклад інтерфейс користувача, зберігання даних, генерація звітів, обробка запитів від клієнтів, запуск ракет і т.п.) переплетені між собою, а не складаються з відокремлених компонентів.

## В апаратному забезпеченні
Електронна система апаратних засобів, така як багатоядерний процесор, називається «монолітною», якщо його компоненти інтегровані разом до єдиної інтегральної схеми, а схема виконана на одному кристалі.

## В системному програмуванні
В системному програмуванні, монолітне ядро має операційна система яка повністю розміщується в просторі ядра.

## Зноски
1. ↑  Rod Stephens (2 березня 2015). Beginning Software Engineering. John Wiley & Sons. с. 94. ISBN 978-1-118-96916-8.
2. ↑  Harris, Chandler (2022). Microservices vs. monolithic architecture: When monoliths grow too big it may be time to transition to microservices. atlassian.com.
3. ↑  Morris, Noel M. (1976). Monolithic Integrated Circuits. Semiconductor Devices (англ.). Macmillan Education UK. с. 119—130. ISBN 978-1-349-15671-9.